# Амалтея (спътник)
Вижте пояснителната страница за други значения на Амалтея.
Амалтея е третият най-вътрешен естествен спътник на Юпитер и петият по ред на откриване. Открит е на 9 септември 1892 г. от Едуард Емерсън Барнард, който използва 91 сантиметров рефракторен телескоп в обсерваторията Лик. Амалтея е последният спътник открит визуално (без използване на фотографска плака) и първият открит спътник на Юпитер след откритите през 1610 г. от Галилео Галилей четири най-големи спътника. Носи името на нимфата от древногръцката митология Амалтея. Името е одобрено от международния астрономически съюз през 1975 г. Преди това тя е била известна под името Юпитер 5.
Амалтея е най-големият представител на групата на Амалтея от спътници на Юпитер.

## Физически характеристики
Амалтея е най-червеният обект в Слънчевата Система, по-червен дори от Марс. Червеният цвят се дължи предимно на сяра на повърхността, с произход от вулканите на Йо. На някои от планинските склонове има и ярки области с неустановен произход.
Амалтея има неправилна форма с размери приблизително 270×168×150 km и дългата ѝ ос е ориентирана по посока на Юпитер. Повърхността е покрита с множество кратери, най-големите от които са Пан с диаметър от 100 km и дълбочина 8 km и Гея с диаметър 80 km и около 15 km дълбочина. Амалтея има две планински вериги – Монс Ликтас и Монс Ида, чиято височината достига 20 km.
В миналото се е смятало, че неправилната форма на спътника се дължи на строежа му от материал с относително висока механична якост. При посещението на Галилео обаче е установено, че плътността му е едва 1,8 g/cm³— и следователно Амалтея би трябвало да е има сравнително високо съдържание на ледове и/или имаща пореста вътрешност. Скорошни наблюдения от телескопа Субару потвърждават предположенията, че Амалтея има високо съдържание на ледове и следователно не е могла да бъде формирана на сегашната си позиция, защото в противен случай би била разтопена от горещия в миналото Юпитер. За спътника се счита, че най-вероятно е прихванат от гравитацията на планетата астероид.
Подобно на останалите вътрешните спътници на Юпитер, Амалтея се върти синхронно спрямо Юпитер, като дългата ѝ ос сочи към планетата. Подобно на Йо, Амалтея излъчва повече топлина отколкото получава от Слънцето, вероятно поради наличието на електрически токове, породени от пресичането на линиите на магнитното поле на Юпитер.
По време на сближаването си със спътника, апаратът Галилео регистрира няколко светли точки в близост до орбитата на Амалтея, за които се смята, че са малки по размери скали. За тях се счита, че са или прихванати от гравитацията на Юпитер обекти, или породени вследствие на метеоритни сблъсъци.
На 5 ноември 2002 г. Галилео се сближава само на 160 km с Аматея и отклонението, оказано върху траекторията на апарата, е измерено с цел точно установяване на масата на спътника. .

## Амалтея във фантастиката
- В разказа на Артър Кларк от 1951 г. Юпитер-5 действието се развива на Амалтея.
- Разказът Пътят към Амалтея от 1959 г. е научнофантастична история на Братя Стругацки